# Batalla de Tampere
La batalla de Tampere es va lliurar entre el 8 de març i el 6 d'abril de 1918, durant la Guerra Civil Finlandesa, entre la Guàrdia Roja i la Guàrdia Blanca. L'exèrcit blanc va assetjar i va prendre la ciutat principal dels guàrdies rojos, Tampere, prenent 10.000 presoners. Aquesta batalla va ser la major i més sagnant lliurada en els països nòrdics.